# Stewiacke
Stewiacke är en ort i Kanada.   Den ligger i provinsen Nova Scotia, i den östra delen av landet, 1 000 km öster om huvudstaden Ottawa. Stewiacke ligger 42 meter över havet och antalet invånare är 1 421.
Terrängen runt Stewiacke är platt. Runt Stewiacke är det glesbefolkat, med 13 invånare per kvadratkilometer.. Det finns inga andra samhällen i närheten. 
I omgivningarna runt Stewiacke växer i huvudsak blandskog.